# دولورس فرنانديز أوتشوا
دولورس فرنانديز أوتشوا (بالإسبانية: Dolores Fernández Ochoa)‏ هي متزحلقة إسبانية، ولدت في 16 نوفمبر 1966.

## وصلات خارجية
- دولوريس فرنانديز أوتشوا على موقع أوليمبيديا (الإنجليزية)